# أشباه النبيذيات
أشباه النبيذيات (الاسم العلمي: Bibionomorpha)، هي تحت رتبة من الحشرات ذوات الجناحين ورتيبة خيطيات القرن.

## الفصائل المنقرضة
- - Cascopleciidae الأوسط؟ طباشيري في ميانمار
  - Eopleciidae انقرضت (الجوراسي السفلي)
  - Oligophryneidae منقرضة (الترياسي العلوي)
  - Paraxymyiidae منقرضة (العصر الجوراسي الأوسط)
  - Protobibionidae منقرضة (العصر الجوراسي الأوسط)
  - Protopleciidae منقرضة (Pan Jurassic)
  - Protorhyphidae منقرضة (الترياسي العلوي)
  - Protoscatopsidae منقرضة (العصر الجوراسي الأوسط)
- Pleciodictyidea
  - Pleciodictyidae - (الترياسي العلوي)
- Protoligoneuridea
  - Protoligoneuridae - (الترياسي العلوي)
- Fungivoridea
  - Pleciofungivoridae منقرض (الترياسي العلوي) (الجوراسي السفلي والأوسط)
  - Palaeopleciidae منقرض (الترياسي العلوي)
  - Pleciomimidae منقرض (الجوراسي السفلي والأوسط)
  - Archizelmiridae منقرضة (العصر الجوراسي الأوسط)
  - Fungivoritidae منقرضة (الجوراسي الوسطى والعليا)
  - Tipulopleciidae منقرضة (العصر الجوراسي الأوسط)
  - Sinemediidae منقرضة (العصر الجوراسي الأوسط)